# Kalkrosmossa
Kalkrosmossa (Rhodobryum ontariense) är en bladmossart som beskrevs av Paris in Kindberg 1897. Kalkrosmossa ingår i släktet rosmossor, och familjen Bryaceae. Enligt den finländska rödlistan är arten starkt hotad i Finland. Arten är reproducerande i Sverige. Artens livsmiljö är kalkstensklippor och kalkbrott. Inga underarter finns listade i Catalogue of Life.

## Bildgalleri

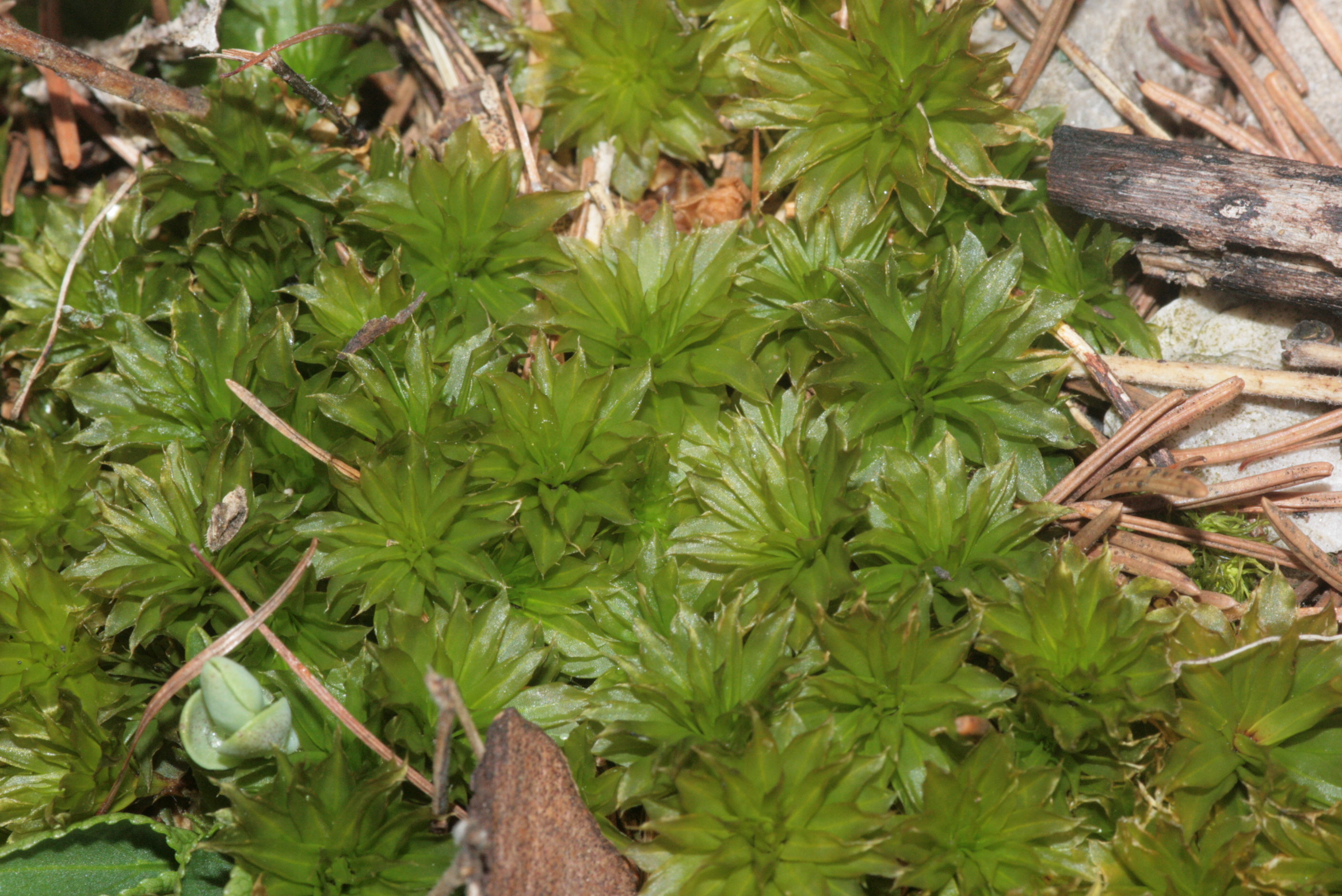
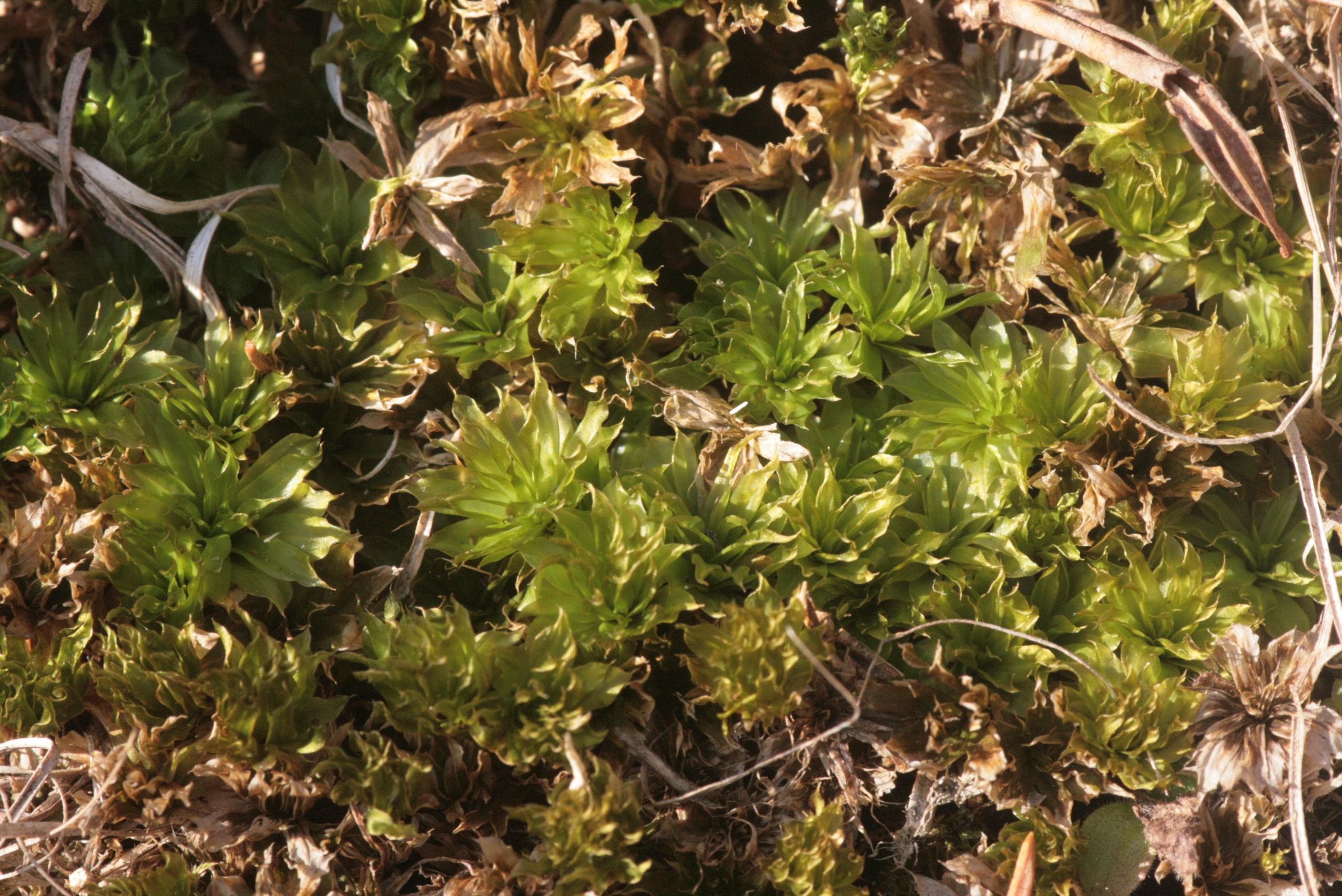
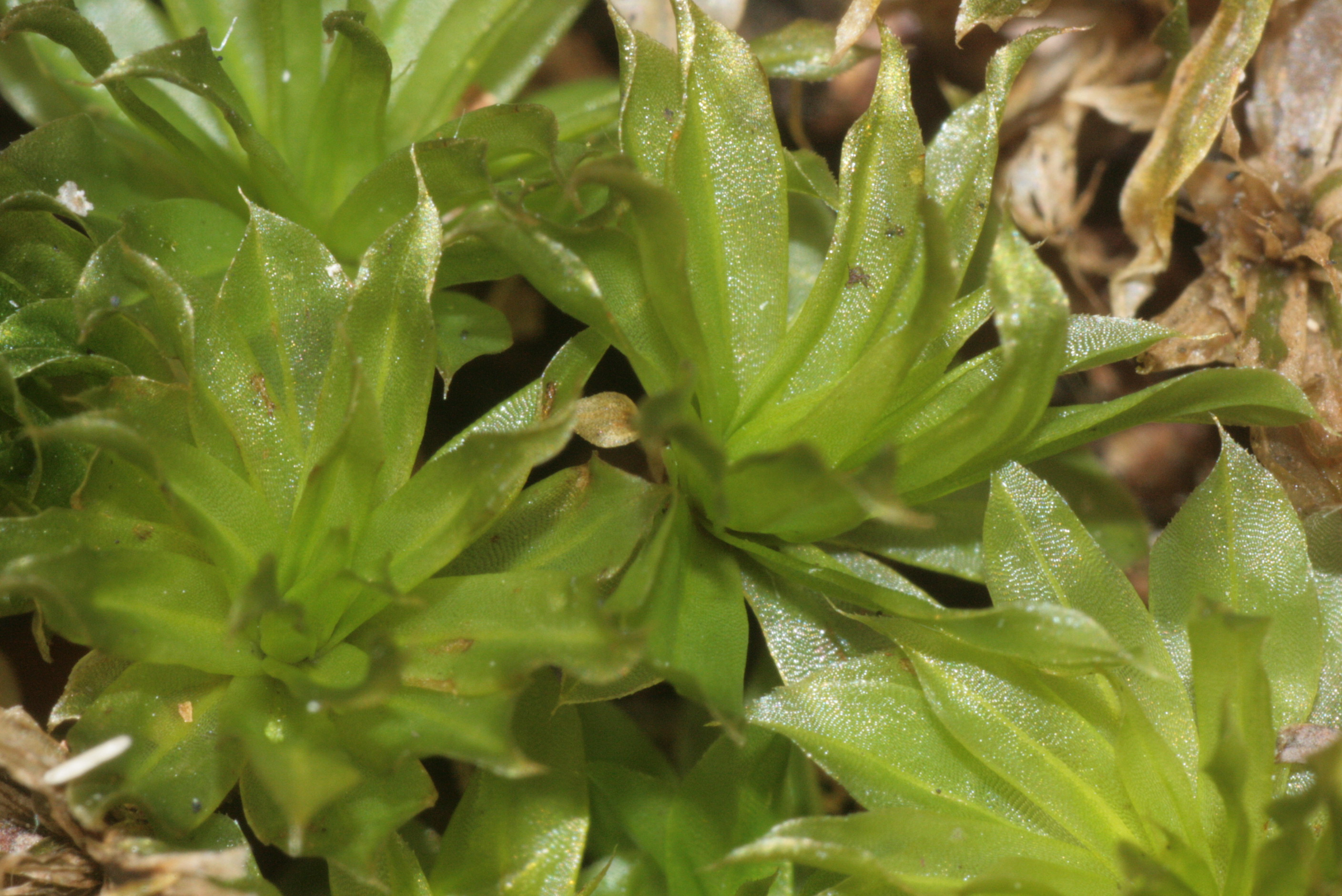
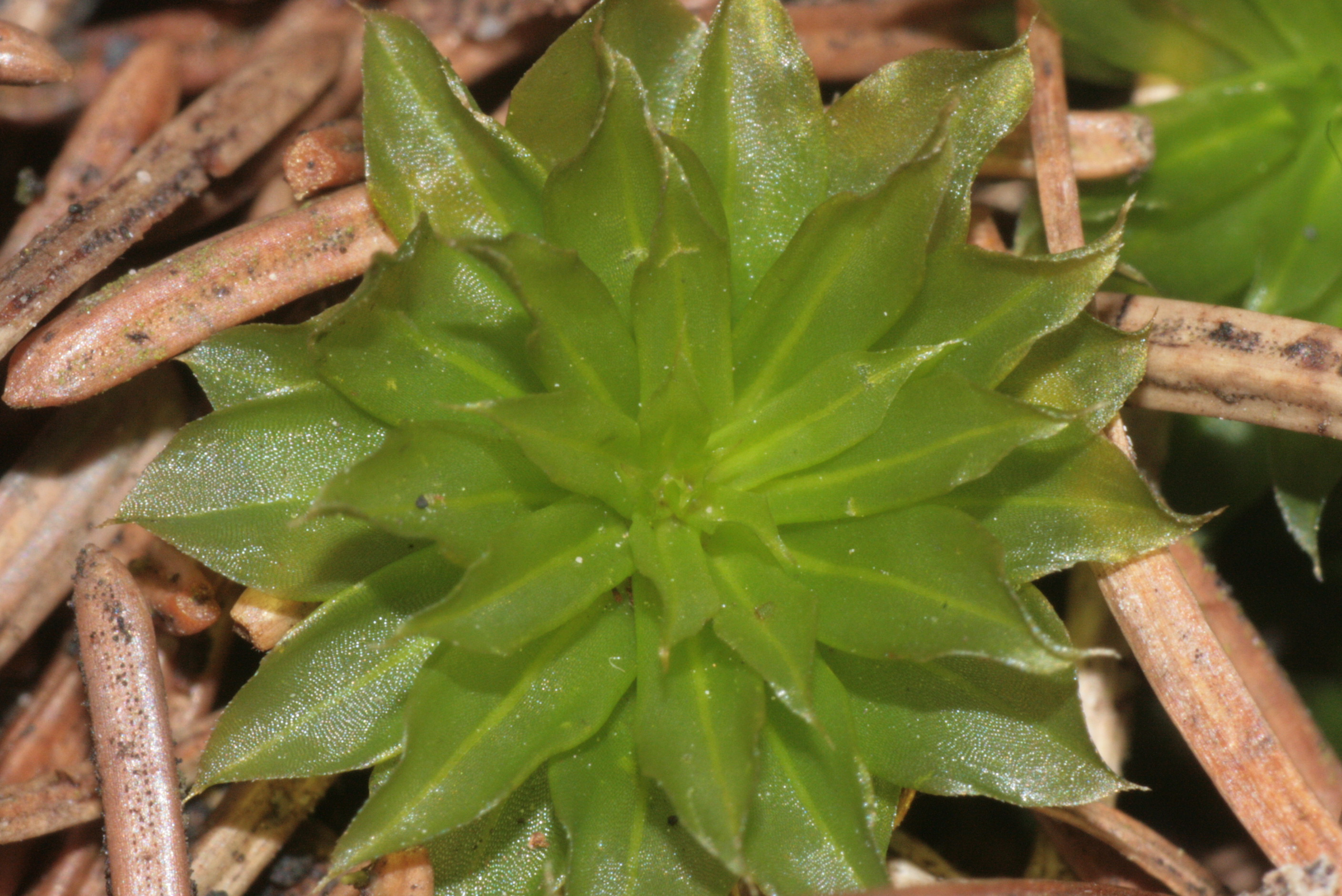
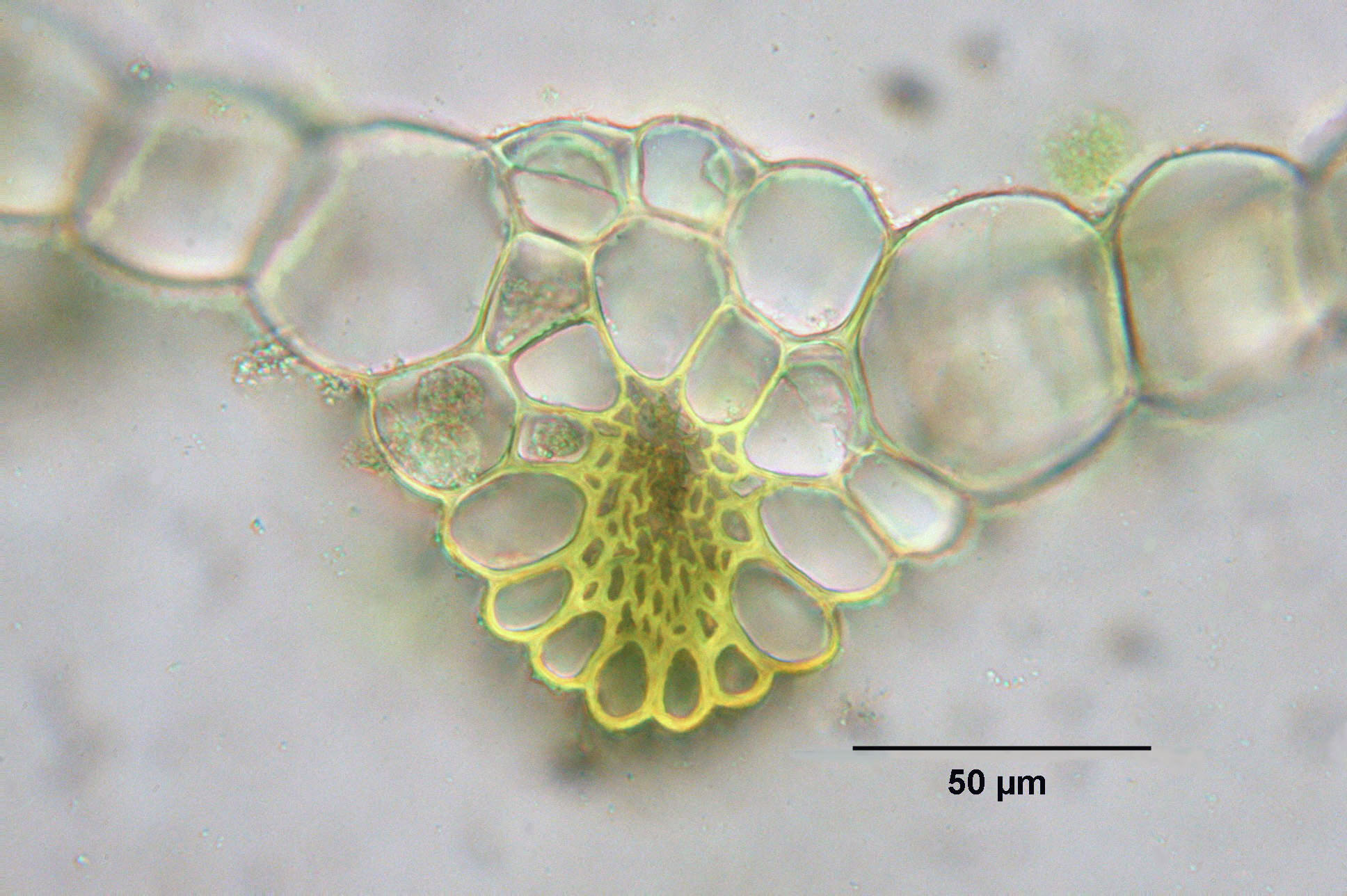
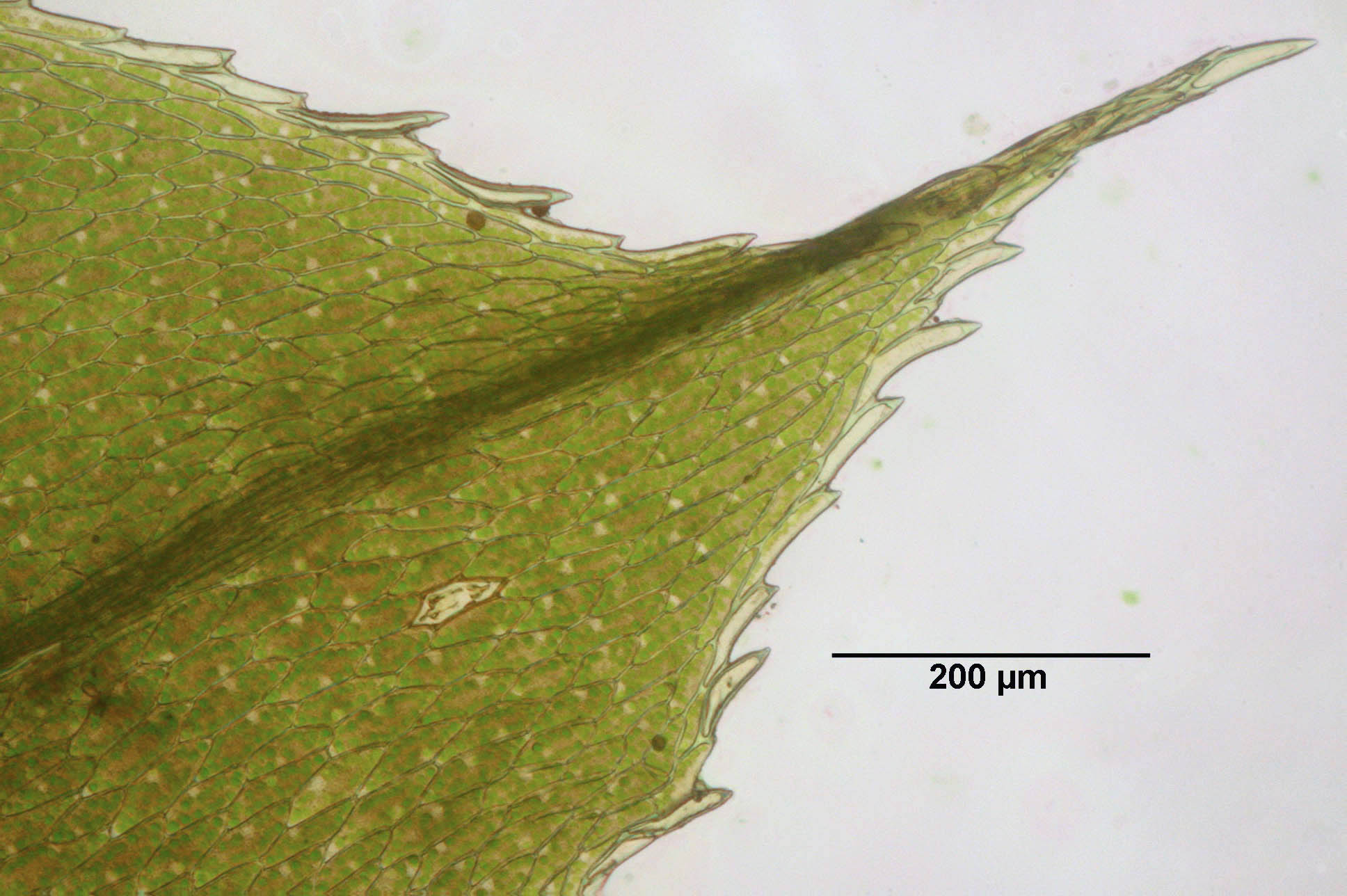